# アルデンヌ県
アルデンヌ県 (アルデンヌけん、Ardennes) は、フランスのグラン・テスト地域圏の県である。ここからさらにベルギー南部にかけた地域を、アルデンヌ地方という。

## 地理

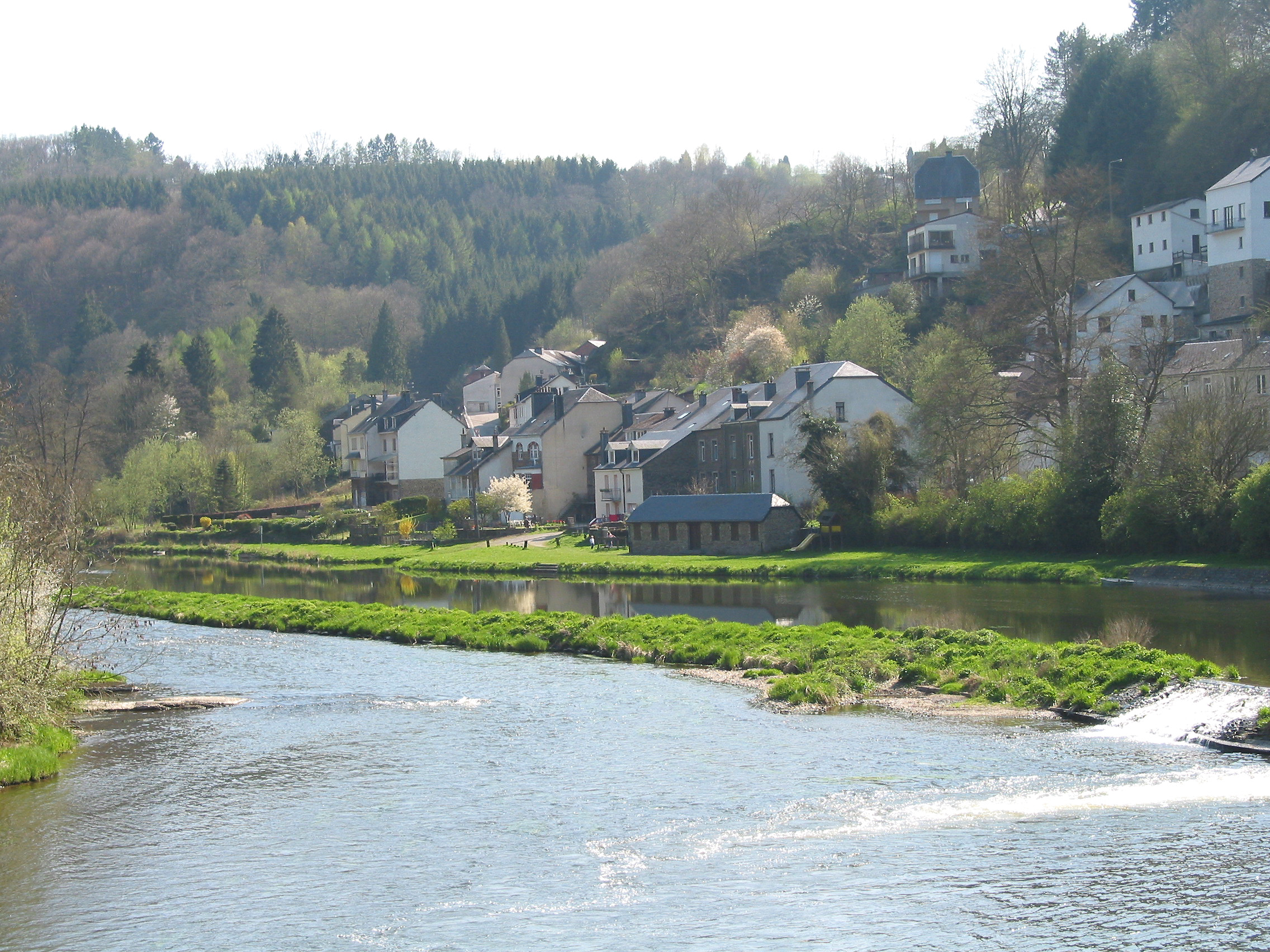
ブイヨンを流れるスモワ川

ムーズ県、マルヌ県、エーヌ県、ベルギーのワロン語地域と接する。
県名は、ベルギーのワロン語地域（リエージュ、ナミュール、エノー、リュクサンブールの各州）だけでなく、ルクセンブルク大公国の大半やドイツのアイフェル地方、ムーズ県北部をも指し示す自然の地方名であるアルデンヌ地方に由来する。この地方はフランス語圏が大半を占めており、山がちな丘陵が続き、一部がムーズ川の盆地を構成する。
ムーズ川谷は"La valleye"の名で呼ばれている。

## 歴史
フランス革命後の1790年3月4日、1789年12月22日の法令施行によりアルデンヌ県は誕生した。かつてのシャンパーニュとアルゴンヌの旧公爵領、スダンやレテルといった旧伯爵領、そして18世紀以降にフランス領となった旧スペイン領ネーデルラントの一部から構成された。
1793年3月12日にはリエージュ司教領であったクーヴァン、神聖ローマ帝国領であったファニョーユ、1795年10月26日にはブイヨン公爵領が県に加わった。
1815年11月20日、パリ条約により、ブイヨン、クーヴァン、マリアンブール、フィリップヴィルの領域がベルギーに割譲された。
1870年9月2日、スダンの戦いにおいてフランスが敗れ、ナポレオン3世はモルトケ率いるドイツ領邦連合軍に身柄を拘束された。この敗北が第二次帝政の崩壊を招いた。
この周辺一帯の森林地帯は古くから自然の要塞とされ、歩兵・騎馬による進撃は不可能とされてきたため、フランス・ドイツ両国とも軍事上の重要拠点としてきた。ナポレオン戦争・普仏戦争・第一次世界大戦では歩兵・騎兵戦が主流であったため、この森は進撃ルートからはずされてきた。このためフランスはこれら過去の経緯から十分な守備兵もおかず、第二次世界大戦になると戦車戦が普及し、強行突破が可能となりドイツ軍の快進撃の要因となった。

## 気候
アルデンヌ県は、特徴ある気候の恩恵を受けない。エーヌ県＝ベルギー国境からポワ＝トロンまでの間をムーズ川が流れる。気候は大陸性とみなされている（秋にまとまって降雨があり、冬にしばしば霜が降りる）が、海洋性気候の影響を穏やかに受けたものである（冬期は気温が低いが夏期は暑い。風が平野で強さを失うため、降雨量が減る）。これは地理的状況に全て起因する。北海とイギリス海峡との中間に位置し、ヨーロッパ大陸内陸にある。この違いは容易に観察される。冬はより寒気が活発で、標高の高いジヴェまたはスダンでは降雪の可能性が高まる（この地域では大陸性気候とされる）。近隣の海からの影響を受けた地域（北とパリ盆地）との気温の違いに気づくことになる。ムーズ川とスモワ川、ロクロワ盆地で有名な霜は、一年の終わりに頻繁に見られ、ここでは植生も他とは違う。

## 人口
アルデンヌ県は出生率が高いにもかかわらず（1968年には全国1位）、失業率の高さから人口流出が続き、2000年の県人口は約29万人であった。19世紀末には33万人を数えた人口は、2度の世界大戦のたびに"脱出"で減少した。
アルデンヌ県は、1999年から2006年までの間に約3,000人の人口減少があったフランス唯一の県である。1999年の主要な人口集中区域（シャルルヴィル＝メジエール、ルヴァン、フメイ、ジヴェ、ルテル）は、人口の停滞または2%の減少に至った。一方で新たな人口増があったコミューンもある。それは自然に触れ、生活により良いという、多くの人々の望みに適合しているからである。それらの一般的なモデルは、仕事場に近接したコミューンに、土地付きの家を持つことである。
2006年1月1日現在のアルデンヌ県人口は、285,653人であった。オート＝マルヌ県に次いで2番目に、アルデンヌ県は1999年以降さらに都市人口を減少させた。しかし都市人口の減少は、農村部の人口減少と比べるとその1/5である。アルデンヌ県の人口の2/3は都市部に集まっており、これは2つの傾向に代表される。1999年から2006年の間、都市郊外のコミューンは年0.5%の割合で人口が増加し、反対に都市は年0.6%の人口減少があった。この30年間、アルデンヌ県の主要都市で人口は減少に転じた。
さらに不利な人口減少の進行は、フメイやヴージエといった農村地帯の人口減少に由来する農業環境の悪化である。
シャルルヴィル＝メジエールとスダンの2都市圏を除くと、アルデンヌ県は対角線上に人口の希薄地帯を持つことになる。こういった状況はアルデンヌのみでなく、ブルゴーニュ、オーヴェルニュ、リムーザン、セヴェンヌ、ランド、コルシカでも見られる。
| 1800年  | 1831年  | 1841年  | 1851年  | 1856年  | 1861年  | 1866年  |         |
| ------- | ------- | ------- | ------- | ------- | ------- | ------- | ------- |
| 246,925 | 290,622 | 319,167 | 331,296 | 322,138 | 329,111 | 326,864 |         |
| 1872年  | 1876年  | 1881年  | 1886年  | 1891年  | 1896年  | 1901年  |         |
| 320,217 | 326,782 | 333,675 | 332,759 | 324,923 | 318,865 | 315,589 |         |
| 1906年  | 1911年  | 1921年  | 1926年  | 1931年  | 1936年  | 1946年  |         |
| 317,505 | 318,896 | 277,811 | 297,448 | 293,746 | 288,632 | 245,335 |         |
| 1954年  | 1962年  | 1968年  | 1975年  | 1982年  | 1990年  | 1999年  | 2007年  |
| 280,490 | 300,247 | 309,380 | 309,306 | 302,338 | 296,357 | 290,130 | 284,749 |

参照元:INSEE

## 経済
アルデンヌ県経済は農業（林業と酪農）を基本としていたが、高い失業率のためにこの1世紀の間工業に移行してきた。19世紀初頭、県内で採掘される石炭のために金属加工がフランスで初めて導入された。石炭は枯渇してしまったが産業は継続した。19世紀末には鉄道の到達で産業化が推進された。1970年から1980年までの経済不況で、県内の金属加工業は打撃を受け、多くが閉鎖に追い込まれた。
現在、TGVに代表される鉄道産業の下請け、PSA・プジョーシトロエンやメルセデス・ベンツといった自動車産業が導入されている。エルメスは最近ボニー (fr) へ移転した。農業は、コムギ、トウモロコシ、サトウダイコンへの産業技術導入で発展した。

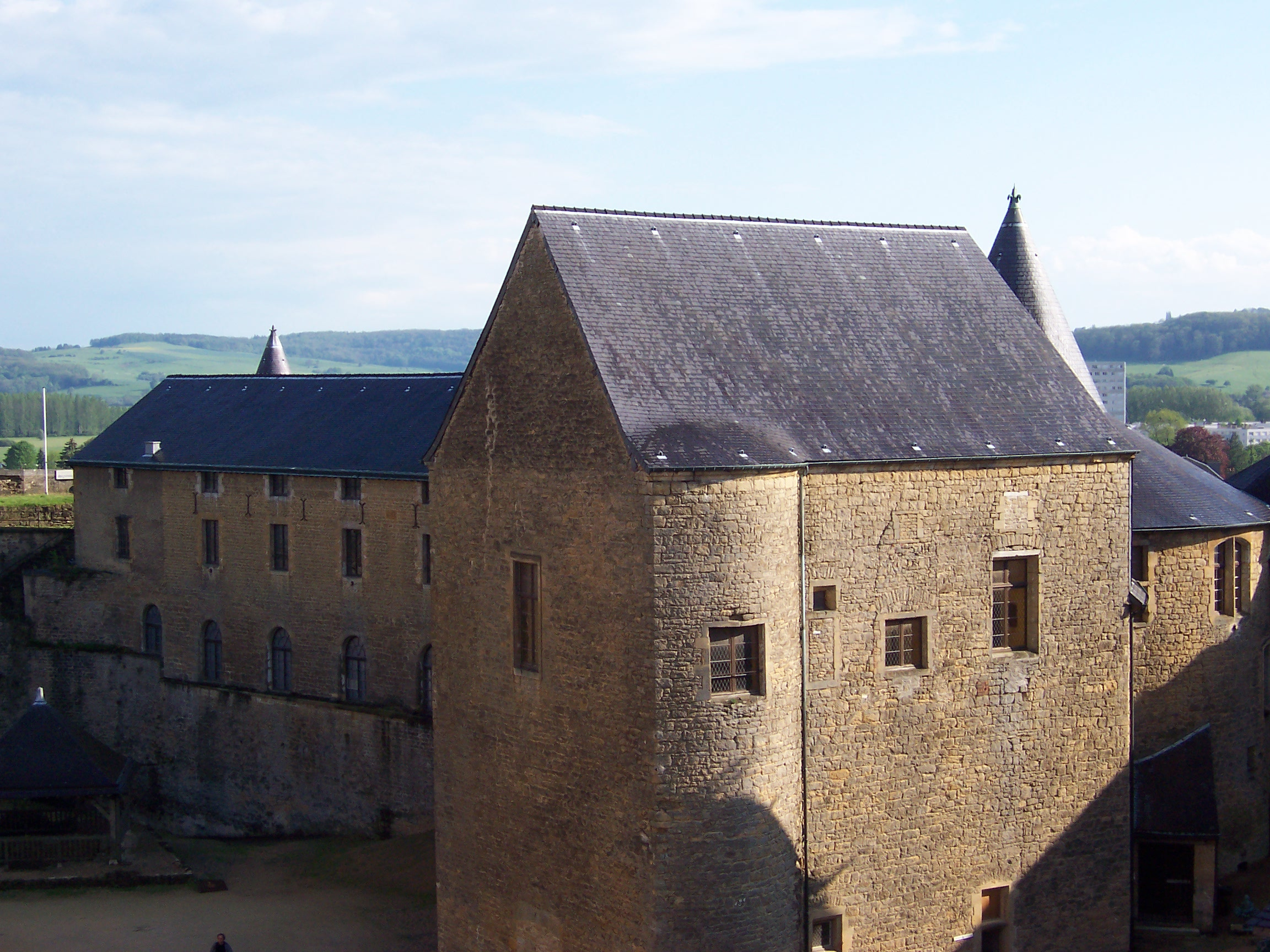
スダン城
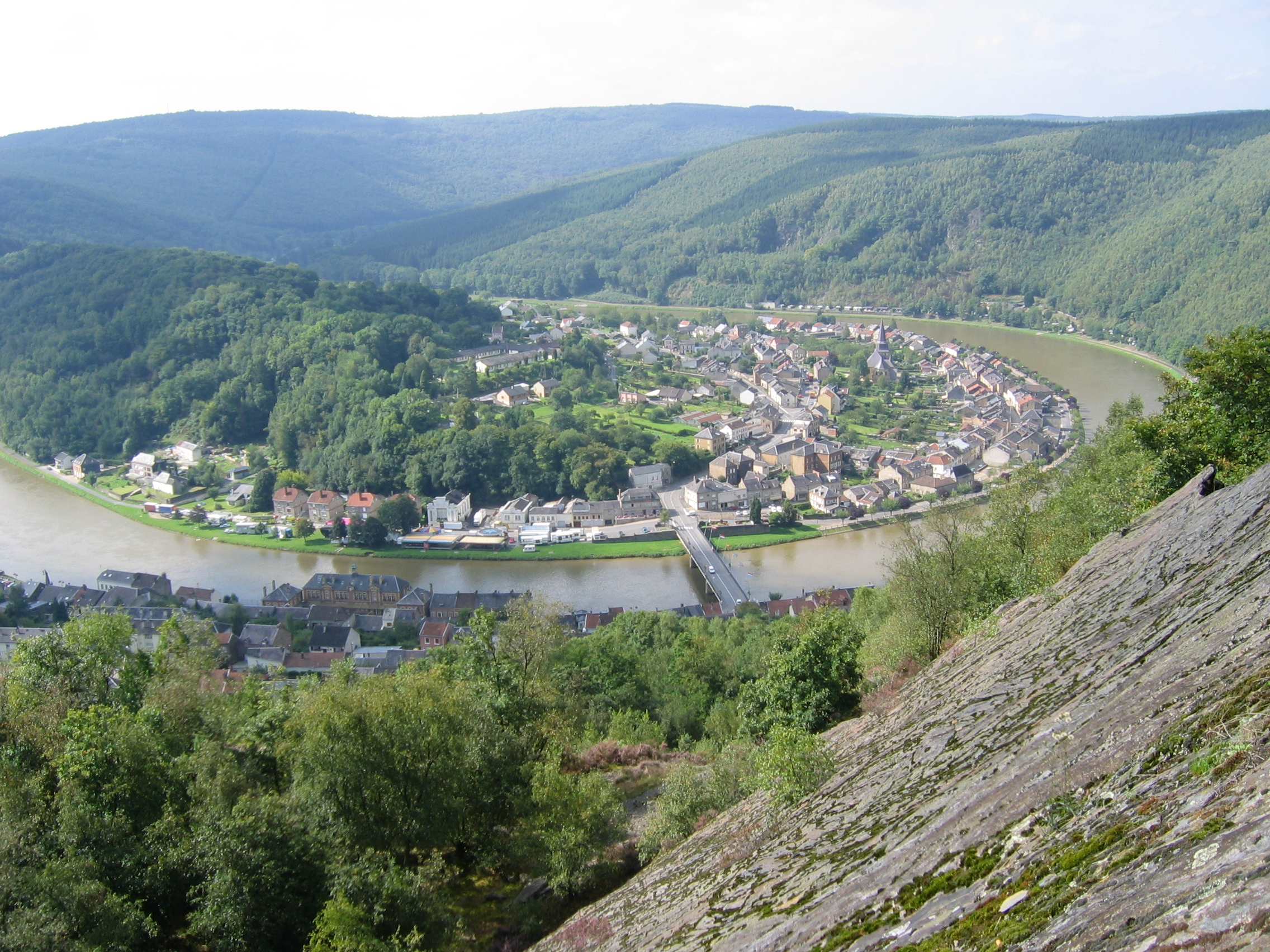
モンテルメ
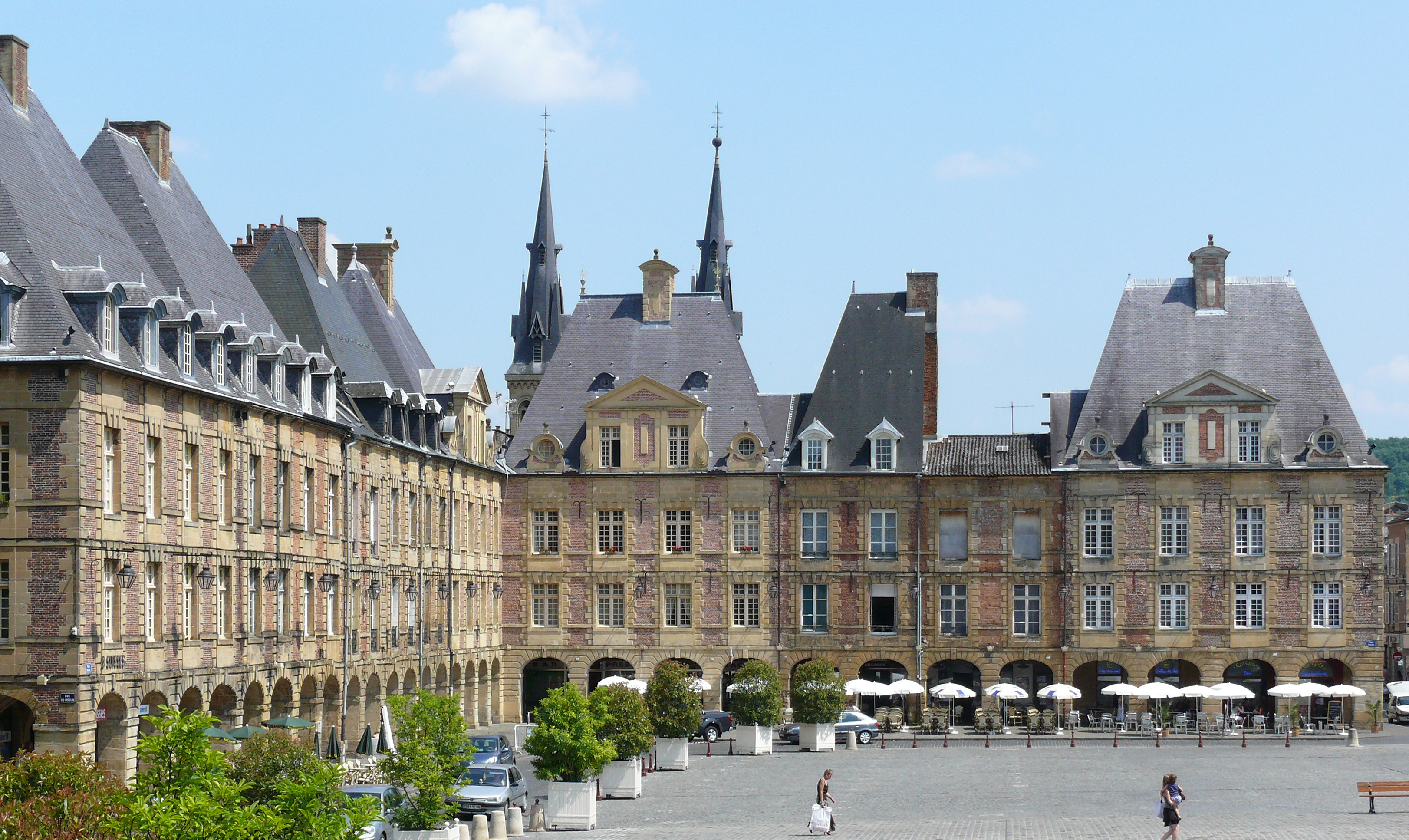
シャルルヴィル＝メジエールの公爵広場
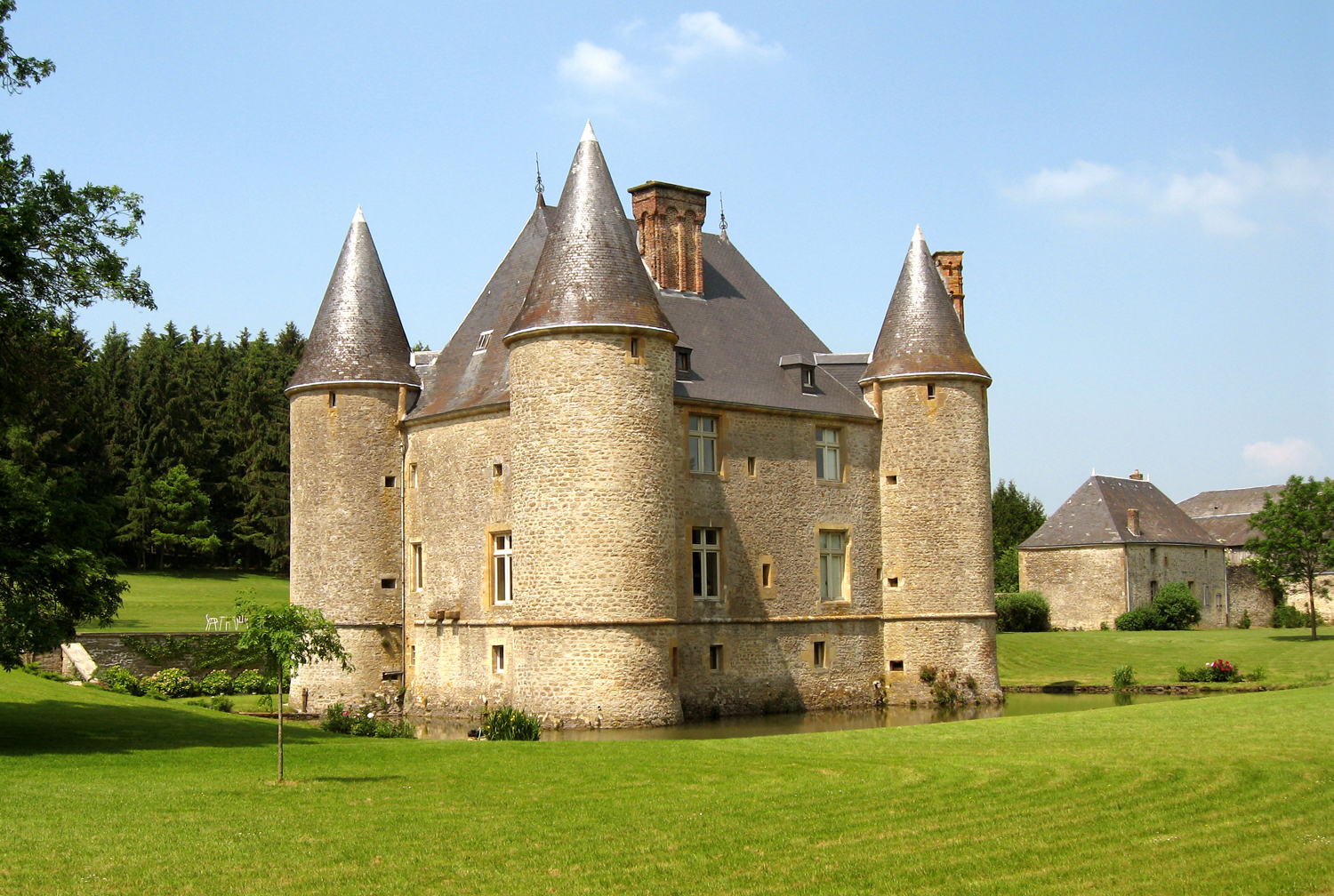
ランドルヴィル城

## 関連書籍
- アルベール・メラック（渡邉浩司訳）（抄訳）「アルデンヌ地方の慣習、習俗、伝説、民話」（『フランス民話集IV』中央大学出版部、2015年、所収）